# In My Head (Mike Shinoda e Kailee Morgue)
In My Head è un singolo del rapper statunitense Mike Shinoda e della cantante statunitense Kailee Morgue, pubblicato il 10 marzo 2023 come primo estratto dal secondo EP di Shinoda The Crimson Chapter EP.

## Descrizione
Il brano è stato realizzato appositamente per il film Scream VI, dove appare anche Still Alive di Demi Lovato, a cui Shinoda ha collaborato in qualità di produttore e compositore. Riguardo alla sua realizzazione, il rapper ha spiegato di aver avvertito la necessità di creare qualcosa a suo nome dopo aver passato gli ultimi anni a scrivere e produrre brani per altri artisti e l'occasione è avvenuta quando i produttori del film lo hanno contattato per comporre della musica originale per lo stesso.

## Promozione
Nei giorni antecedenti all'uscita del singolo, Shinoda ha diffuso una serie di video che mostrano lui e Morgue intenti a registrare il brano venendo interrotti da frequenti telefonate di Ghostface che li avvisa di completare il brano prima del 10 marzo.

## Video musicale
Il video, reso disponibile in concomitanza con il lancio del singolo, è stato diretto da Jacky Lu e realizzato con l'uso del software di intelligenza artificiale Kaiber.ai.

## Tracce
Testi e musiche di Mike Shinoda e Jake Torrey.
Download digitale
1. In My Head – 2:52

Download digitale – Spooky Version
1. In My Head (Spooky Version) – 2:53
2. In My Head – 2:52
3. In My Head (Slowed and Reverbed) – 3:24
4. In My Head (Sped Up) – 2:33
5. In My Head (Instrumental) – 2:52
6. In My Head (A Cappella) – 2:52

## Formazione
- Mike Shinoda – voce, strumentazione, produzione
- Kailee Morgue – voce
- Manny Marroquin – missaggio
- Brian Gardner – mastering

## Classifiche
| Classifica (2023)         | Posizione massima |
| ------------------------- | ----------------- |
| Stati Uniti (alternative) | 8                 |